# Podsvětí
Podsvětí či též říše mrtvých je v náboženských či mytologických představách místo duší v posmrtném životě. Nachází se obvykle na západě (symbolická souvislost se západem slunce) nebo v podzemí.[zdroj⁠?!] Smrt bývá spojována s posmrtným soudem zemřelých, vykonávaným bohy nebo soudci k tomu povolanými. V pozdějších náboženských představách a směrech (křesťanství, islám, pozdní judaismus) byl mytologický obraz podsvětí spojen, respektive nahrazen vizí pekla.[zdroj⁠?!]

## Evropa

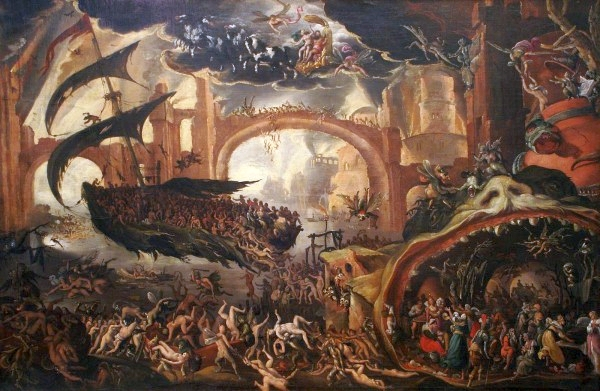
Charónův člun – Aeneas a Sibilla v podsvětí (Jacob van Swanenburgh okolo r. 1625)

### Starověké Řecko
Podobně jako ostatní starověké národy východního Středomoří, s výjimkou Egypta, chápali Řekové a Římané posmrtný život jen jako stínovou existenci v podsvětí. V řecké mytologii je popisováno jako podzemní říše obklopená řekami Styx, Acherón, Kokýtos, Pyriflegethón a Léthé. Vládne jí bůh Hádés, bratr Dia, se svou ženou Persefonou. Na začátku vstupu do podsvětí projde duše kolem trojhlavého psa Kerbera, který do říše mrtvých nepustí nikoho živého. Duše poté potká převozníka Charóna, kterému musí zaplatit dvěma mincemi. Převozník ji převeze přes řeku Styx. Na druhé straně se napije z řeky Léthé a zapomene na pozemský život. Soud nad zemřelými vykonávají Aikos, Mínós a Rhadamanthys. V podzemí se většina mrtvých potuluje bez radosti a žalu v podobě stínu. Největší hříšníci si odpykávají trest udělený bohy v Tartaru a duše spravedlivých odpočívali na Elysejských polích.

### Starověký Řím

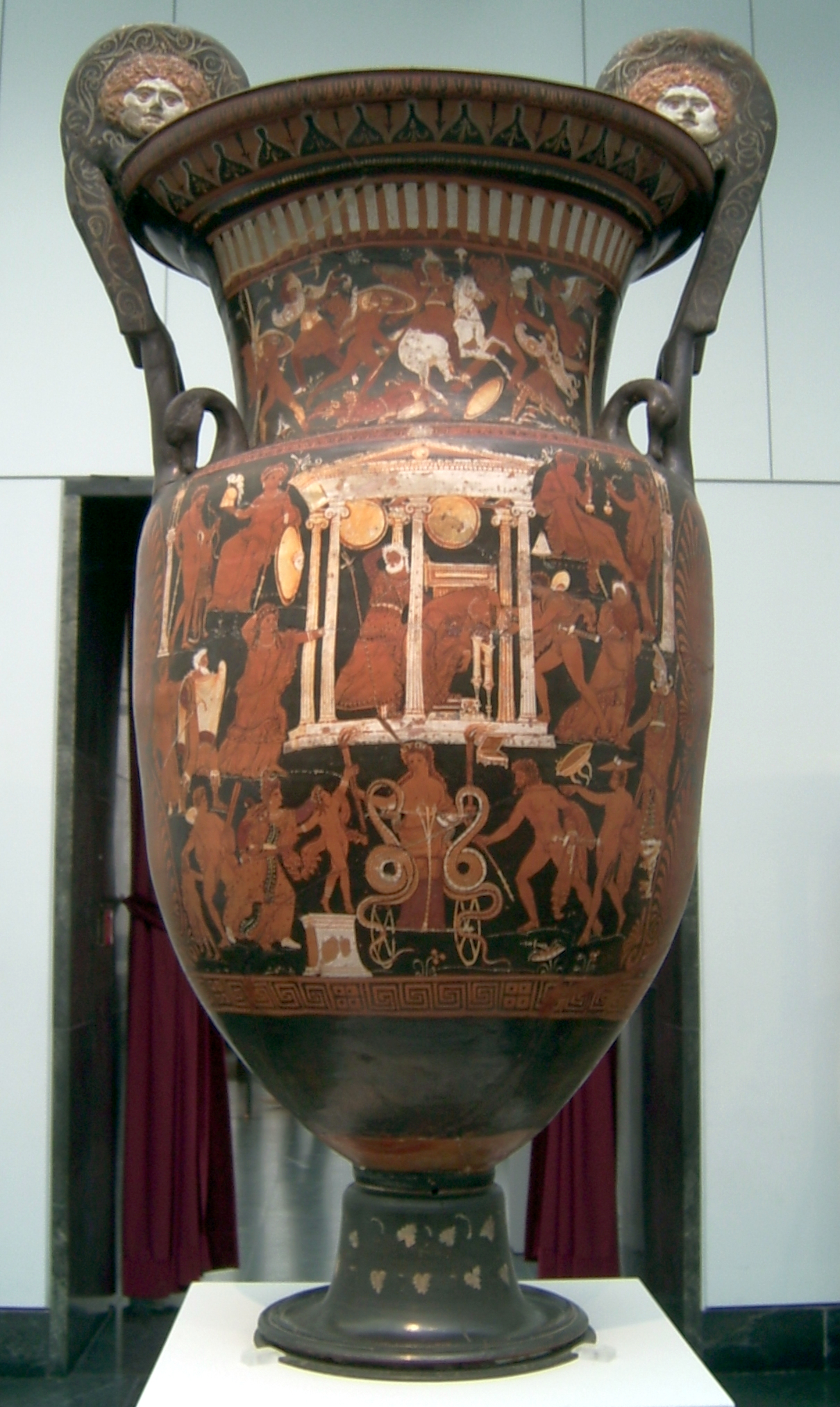
Vyobrazení podsvětí od antického umělce (Mnichovská státní sbírka starověkých památek, 2008)

Římské podsvětí je podobné, odlišuje se hlavně v pojmenování některých míst a bohů. Například říši mrtvých vládne Plutos a Proserpina a stráží ji Cerber(us). Detailnější popis římských představ o podsvětí nacházíme ve Vergiliově Aeneidě. Aeneas do podsvětí sestupuje pod ochrannou mocí zlaté ratolesti a se schopnostmi, které mu dala Sibyla, v šesté knize Vergiliova díla. Odděleny jsou zde duše, které zahynuly v dětství či sebevraždou, dále stíny zemřelých z nešťastné lásky, mezi nimiž Aeneas potkává svou milenku nešťastnou Dido, v příbytcích blažených pak potkává svého otce, který mu vysvětlí, že v údolí Léthé se duše se očišťují a připravují k novému zrození. Na rozdíl od Homérova popisu nešťastných duší litujících toho, že již nejsou mezi živými, nacházíme tedy v Aeneovi popis jakéhosi směřování, čehosi mezi Elysejskými poli, kde tráví čas hrdinové a Tartarem, v němž úpí zrádci. Anchíses o něm Aeneovi říká:

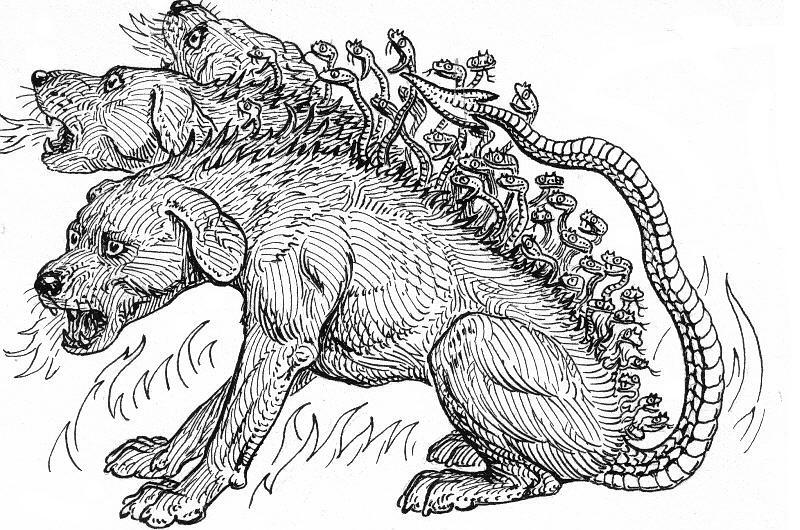
Kerberos (Cerberus) – strážce podsvětí

„… Proto je bolestné očišťování a za dávné hříchy
Snášejí všelijaké tresty: z nich některé rozpjaty visí
Naproti prázdným větrům a jiným je vymýván zločin
Pod dravým vírem neb také účinkem ohně.
Všichni ti vlastní svou očistu máme, pak do rozsáhlého
Élysia nás pošlou, však málo nás zůstane …“
Tato představa bude mít velký vliv na evropský středověk a jeho představy spojené se záhrobím.

### Předkřesťanské podsvětí
Evropa byla obydlena řadou kmenů, které si vytvářely své vlastní představy života po životě. Ty kopírovaly drsný život těchto kmenů a jejich spojení s přírodou.[zdroj⁠?!] Zmínit lze severské báje, v nichž nacházíme říši mrtvých pod kořeny svět prokládajícího jasanu Yggdrasilu. Vládne ji Lokiho dcera Hela a putují sem ti, kdo zemřeli náhodou, nemocí či věkem. Hodnoty vojensky nepochybně velice aktivních severských národů lze vysledovat v posmrtném osudu hrdinů, kteří svůj život ztratili v bitvách. Ti hodují ve Valhale, jedné z Ódinových síní.

### Křesťanství a podsvětí
Křesťanské představy neoperují přímo s podsvětím, ale s nebem, peklem a očistcem, očistec i peklo mají ale přes významové rozdíly s podsvětím mnoho společného.[zdroj⁠?!] V křesťanství zřetelně vystupuje protiklad dobra, vedoucího ke spasení a tedy do nebe, a zla, vedoucího k zatracení do pekla. V nebi zemřelého čeká blažený život a patření na Boha, o záchraně vyvolených a mukách zatracených barvitě mluví Zjevení Janovo (Zjv 21, 7–8). V křesťanství se zásvětí hierarchizuje, brzy se objevuje představa třetího místa mezi peklem a nebem, kde se člověk ohněm a vodou a přímluvnými modlitbami očisťuje od hříchů světa. Vzniká tak očistec jako forma zásvětní spravedlnosti, napravující světskou nerovnost a nespravedlnost.[zdroj⁠?!]

## Japonsko
Do podsvětí za svou milovanou Izanami (Tou, která zve) sestoupil Izanagi (Ten, který zve), bůh ze sedmé generace bohů, jehož úkolem bylo založit na vodách ostrovy Japonska. I zde se objevuje představa, že kdo již pojedl temné potravy podsvětí, nemůže se vrátí zpět na svět, Izanagimu se proto přivést svou milou zpět na svět nepodaří. Podsvětní říše Jomi no kuni („Země žlutých pramenů“) je v japonských představách plná zemřelých, jejichž těla žerou červi, jde o svět plný lepkavé tmy a kleteb. Jedná se navíc o říši čarodějnic a démonů.

## Mayové
Xibalbá (Místo děsu) je místem, do něhož se dostanou duše všech zemřelých, které nezahynuly násilnou smrtí. Nijak se nepojilo s morálními představami o lidském životě, nicméně v podsvětí každý zemřelý podstupoval sérii zkoušek, v nichž bylo třeba chytrostí zvítězit nad nepřejícími bohy, kteří nad podsvětím vládli. Pokud zesnulý zvítězil vystoupil z podsvětí na oblohu jako nebeské těleso. Posvátná kniha Popol Vuh popisuje příběh hrdinských dvojčat Hunahpua a Xbalanqueho, kteří zvítězili nad vládci Xibalby, a za odměnu se převtělili ve Slunce a Měsíc.